# Song Yun-ah
Dans ce nom coréen, le nom de famille, Song, précède le nom personnel.
Song Yun-ah, (en coréen : 송윤아), née le 7 juin 1973 à Séoul, est une actrice sud-coréenne.

## Biographie

### Jeunesse
Song Yun-ah est né à Séoul et a grandi à Gimcheon, Gyeongsangbuk-do. Elle a été diplômé pour les sciences à l'université Hanyang. À temps partiel, elle est conférencière à l'académie centrale des Beaux-Arts de Corée. 

### Carrière
En 2009, elle joue dans le film, Wedding Dress dans le rôle de Go-eun, une conceptrice de robes de mariée, atteinte du cancer du sein et mère de So-ra. 
Elle a participé à une émission de cuisine en 2011 et en 2012, elle a été juge dans Korea's Got Talent.

## Vie privée
Le 28 mai 2009, elle s'est mariée avec l'acteur, Sol Kyung-gu au Ritz Carlton Hotel à Séoul. Elle a donné naissance à son premier enfant la nuit du 3 août 2010. C'est le second enfant pour Sol Kyung-gu. 

## Filmographie
- 1997 : 1818
- 1998 : Zzang
- 2000 : A Masterpiece in My Life
- 2002 : Jail Breakers
- 2004 : Face
- 2006 : Lost in Love
- 2006 : Arang
- 2009 : Secret
- 2010 : Wedding Dress
- 2019 : Innocent Witness : Soo-in

## Télévision
- 1995 : Age of Individuality
- 1997 : Over the Horizon
- 1997 : Tears of the Dragon
- 1997 : Hometown of Legends: "The Nine Tailed Fox"
- 1998 : Advocate
- 1998 : Paper Crane
- 1998 : Mr. Q
- 1998 : Love
- 1999 : Go! Our Heaven
- 1999 : The Boss (Wang Cho)
- 1999 : You Don't Know My Feelings
- 1999 : White Christmas
- 2000 : Love Story: "Lost Baggage"
- 2000 : Bad Friends
- 2001 : Hotelier
- 2001 : Sweet Bear
- 2002 : Present
- 2004 : Into the Storm
- 2005 : Hong Kong Express
- 2006 : My Sister (Noona)
- 2008 : On Air
- 2010 : Secret Garden (caméo)
- 2014：Mama
- 2015：Assembly
- 2016：THE K2

## Distinctions

### Récompenses
- 1995 : Gold Award, KBS Concours Super talent
- 1998 : People's Choice Award pour Mr. Q
- 2001 : Meilleure actrice pour Hotelier
- 2002 : 23e Blue Dragon Awards : Meilleur second rôle féminin pour Jail Breakers
- 2002 : Andrei Kim Beststar Awards : Actrice de film
- 2002 : Fashion Critics : La mieux habillée / La plus à la mode : Actrice de film
- 2003 : 40e Grand Bell Awards : Meilleur second rôle féminin pour Jail Breakers
- 2004 : Drama Awards : Top 10 Popularity Award
- 2008 : Drama Awards : Top 10 Popularity Award

### Nominations
- 2001 : Prix du meilleur effet pour Hotelier